# Museo Bizantino del Mani
El Museo Bizantino del Mani o Museo de la Torre Pikulakis es uno de los museos de Grecia. Se encuentra ubicado en la localidad de Areópoli, en un edificio fortificado histórico, la llamada «torre Pikulakis».

## Colecciones
El museo contiene una colección de objetos procedentes de la región del Mani. La exposición permanente está organizada en dos secciones: 
Una de ellas se centra en el surgimiento, difusión y consolidación del cristianismo a lo largo del periodo bizantino. Se exponen piezas como iconostasios y objetos funerarios procedentes de basílicas paleocristianas (de lugares como Gitio, Tigani y Cenépolis) y así como otros objetos procedentes de templos del periodo bizantino medio. 
La segunda sección está dedicada a la iglesia como lugar de culto. En ella se exponen aspectos relacionados con la creación de los templos, su decoración y las diversas partes destinadas a la adoración, entre otros.